# تيم هولت
تيم هولت (بالإنجليزية: Tim Holt)‏ مواليد 05 فبراير 1919 في بيفرلي هيلز، الولايات المتحدة - الوفاة 15 فبراير 1973 في شوني، الولايات المتحدة، هو ممثل أمريكي بدأ مسيرته الفنية سنة 1927.

## الأعمال
- عربة الجياد
- آل أمبرسون الأجلاء
- كنز السييرا مادري
- هيز كايند أوف وومان
- ذا فيرجينيان

## روابط خارجية
- تيم هولت على موقع IMDb (الإنجليزية)
- تيم هولت على موقع الموسوعة البريطانية (الإنجليزية)
- تيم هولت على موقع روتن توميتوز (الإنجليزية)
- تيم هولت على موقع ألو سيني (الفرنسية)
- تيم هولت على موقع قاعدة بيانات الأفلام السويدية (السويدية)
- تيم هولت على موقع إن إن دي بي (الإنجليزية)
- تيم هولت على موقع قاعدة بيانات الفيلم (الإنجليزية)